# Mocsár (Rojst)
A Mocsár (Rojst) lengyel bűnügyi-thriller sorozat. A 80-as évek elején játszódik egy kisvárosban, ahol holtan találnak egy prostituáltat és egy helyi kommunista aktivistát. A rendőrségi eljárások felkeltik két újságíró figyelmét, akik idővel gyanús dolgokra bukkannak. Úgy hiszik, hogy a rendőrségnek és más fontos embereknek talán köze lehet a történtekhez.

## Sugárzás[1]
2018. aug. 19. és szeptember 14. között a Showwax csatornán.
2020. márc. 25-tól Netflixen.
Korhatár: 16+

## Szlogen
Megjelenéskor „Üdv a lengyel mocsárban!” szlogennel hirdették Lengyelországban. A szlogen utal a sorozat által feldolgozott témára, a politikai mocsárra, amellyel Lengyelország szembetalálta magát a 80-as években.

## Költségvetés
Az első gyártási ciklus 116.800.000 forintba került.

## Szereplők[2]
- Andrzej Seweryn – Witold Wanycz, a "Kurier Wieczorny" újságírója
- Dawid Ogrodnik – Piotr Zarzycki, a "Kurier Wieczorny" újságírója
- Zofia Wichłacz – Zarzycka Teresa, Piotr felesége
- Walach Magdalena – Helena Grochowiak, Grochowiak felesége
- Ireneusz Czop – kerületi ügyész
- Zbigniew Waleryś – Zbigniew Bryński, a "Kurier Wieczorny" főszerkesztője
- Piotr Fronczewski – a Centrum szálloda menedzsere
- Jacek Beler – rendőr Marek Kulik
- Agnieszka Żulewska – prostituált Nadia
- Jan Cięciara – Karol Wronski
- Nel Kaczmarek – Justyna Drewiczówna
- Muskała Gabriela – Magda Drewiczowa, Justyna anyja
- Michał Kaleta – Kazimierz Drewicz, Justyna apja
- Artur Steranko – Wroński, Karol apja
- Zdzisław Wardejn – Jakowski, az Állampolgársági milícia őrmestere
- Ewelina Starejki – Aleksandra Muszyńska
- Marek Dyjak – hentes Józef Haśnik
- Tomasz Schimscheiner – Maryian patológus
- Wojciech Machnicki – kiemelkedő PZPR- aktivista , Piotr Zarzycki atyja

## Gyártás
2018 végén jelent meg a Showwax oldalán. Összesen 1 évadot gyártottak le, ezen belül 5 részt. A magyarosításával sajnos még nem találkoztunk, így csak felirattal elérhető országunkban. A netflix 2020-ban tette elérhetővé a megtekintését.

## Epizódok[3]

### 1. rész
A sorozat legelején egy lány megtalálja az éjszaka közepén egy nő halott testét az erdőben. Kiderül, hogy prostituált volt. Ám a halottak száma eggyel nő, amikor kiderül, hogy meghalt a férfi is, aki vele volt – egy helyi kommunista funkcionárius. A helyi újság riportere, Witold ki lett jelölve arra a célra, hogy írjon az ügyről, viszont időközben neki és társának is gyanússá válik a helyzet. Arra a következtetésre jutnak, hogy lehet, mégsem az volt az elkövető, aki bevallotta a gyilkosságot.

### 2. rész
Ám nem ez az egyetlen, ami után nyomozni kell. Állítólagos öngyilkosságok is történtek, mégpedig az egyik ellenzéki lánya és barátja követték el. A két újságíró nem hivatalos vizsgálatot folytat. Witold az öngyilkosságokra fektet nagyobb hangsúlyt, így félreteszi tervét, miszerint Berlinbe megy. Társa, Piotr pedig az erdőben történt gyilkosságra fókuszál. Az erdei gyilkosság viszont problémákat okoz mindkettőjük számára.

### 3. rész
A gyilkosságok utáni nyomozásba fektetett idő az egyéb dolgokra szánt energiát is felemészti. Piotr nyomozása hatást gyakorol a magánéletére is. Az apja hazalátogatása komoly komplikációt von maga után az újságnál. Mindeközben társa, Witold szorgosan dolgozik a két tinédzser öngyilkossági ügyén.

### 4. rész
Piotr egyre több új nyomot talál az erdőben történt gyilkosságokról . Mindeközben Witold több hivatali személynek is kiadja magát. Az így történő kutatása során tényeket tár fel arról, hogy mi vezethetett Justyna halálához. A visszaemlékezések bemutatják, hogy milyenek lehettek Justyna utolsó napjai.

### 5. rész
Piotr megtalálja a gyilkost. A gyilkos azonban nem hagyja magát és Piotr élete is veszélybe kerül az incidens közben. Ezután ő és a felesége hazaköltöznek az eredeti lakásukba. Witold beszél a német művész iránti megszállottságáról, akivel újra találkozni szeretne Berlinben.

## Helyszínek[4]
- Katowice: Hotel Silesia (Hotel Centralny), Osiedle Zadole (blokkok a Gdańska utcában), a Piotra Skargi utcában, a GKS Katowice stadionnál (sportközpont), a Spodek teremnél;
- Raciborz: vasútállomás;
- Zabrze: a Zamoyskiego utcai őrizet és bérház;
- Varsó: Wybrzeże Kościuszkowskie (Kerületi Bíróság), a Magyar Kereskedelmi Főosztály épülete

## Díjak[5]
- Camerimage First Look Series Plot Competition, 2018
- Telecameras Special Award – NETFILM Magazin díj, 2018
- Sas (Lengyel Film Díj) – jelölés, 2019